# Pieter van Vollenhoven
Pour les articles homonymes, voir Van Vollenhoven.
Pieter van Vollenhoven, né le 30 avril 1939 à Schiedam, est l'époux de la princesse Margriet des Pays-Bas et un membre, par son mariage, de la famille royale néerlandaise.

## Famille
Du mariage de Pieter et de la princesse Margriet, le 10 janvier 1967, naissent 4 enfants, :
- Maurits d’Orange-Nassau, van Vollenhoven (1968), qui épouse Marie-Hélène van den Broek (1970) ;
- Bernhard d’Orange-Nassau, van Vollenhoven (1969), qui épouse Annette Sekrève (1972) ;
- Pieter-Christiaan d’Orange-Nassau, van Vollenhoven (1972), qui épouse Anita van Eijk (1969) ;
- Floris d’Orange-Nassau, van Vollenhoven (1975), qui épouse Aimée Söhngen (1977).

## Biographie
Né à Schiedam, Pieter van Vollenhoven est le deuxième fils de Pieter van Vollenhoven, Sr. (1897-1977) et de son épouse Jacoba Gijsbertha Stuylingh de Lange (1906-1983). Les familles van Vollenhoven et Stuylingh de Lange appartiennent au Nederland's Patriciaat, la classe des anciennes familles patriciennes des Pays-Bas.
Pieter van Vollenhoven a fréquenté une école secondaire de Rotterdam, et il a ensuite étudié le droit à l’université de Leyde. Diplômé en 1965, il travaille ensuite comme conseiller juridique pour le Conseil d’État néerlandais. En 1966, il effectue son service militaire dans la Koninklijke Luchtmacht, et obtient une licence de pilote militaire l’année suivante. Il est colonel de réserve de l’armée de l’air.

## Décorations
- chevalier grand-croix de l'Ordre du Lion néerlandais (10 janvier 1967)
- grand-croix de l'Ordre de la maison d'Orange (29 avril 2004).
- Commandeur grand-croix de l'ordre royal de l'Étoile polaire
- Grand-croix de l'ordre royal norvégien du Mérite

### Sources
- (en)/(nl) Cet article est partiellement ou en totalité issu des articles intitulés en anglais « Pieter van Vollenhoven » (voir la liste des auteurs) et en néerlandais « Pieter van Vollenhoven » (voir la liste des auteurs).